# Международный консорциум журналистов-расследователей
Международный консорциум журналистов-расследователей (англ. International Consortium of Investigative Journalists; ICIJ) — независимое объединение журналистов. Основной офис расположен в Вашингтоне, округ Колумбия (США). По состоянию на 2021 год в объединение входят более 280 журналистов-расследователей и около 100 СМИ из более чем 100 стран. Директором c 2011 года является Джерард Райл.
Основан в 1997 году американской общественной организацией Center for Public Integrity. В феврале 2017 года ICIJ выделился в полностью независимую организацию. Занимается расследованием актуальных общественных вопросов, таких как международная преступность, коррупция, уход от налогов и финансовые махинации представителей власти и элит. Среди разоблачённого ICIJ — контрабанда и уклонение от уплаты налогов транснациональными табачными компаниями (2000) и преступными синдикатами; частные военные компании, компании по производству асбеста. Крупнейшими проектами ICIJ стали публикации документов о коррупции и уходе от уплаты налогов мировыми лидерами — Панамские документы (2016), Райские документы (2017) и Архив Пандоры (2021)
Консорциум раз в два года вручает премию имени Дэниела Перла за выдающиеся международные журналистские расследования (англ. Daniel Pearl Awards for Outstanding International Investigative Reporting). 